# BMW M 쿠페와 로드스터
BMW M 쿠페(BMW M Coupé)와 BMW M 로드스터(BMW M Roadster)는 BMW M이 생산한 BMW Z3와 Z4 쿠페/로드스터의 하이 퍼포먼스 모델이다. 1세대는 Z3에 기반을 두었고 1998년부터 2002년 사이 생산되었다. 2세대는 Z4에 기반을 두었고 2006년부터 2008년 사이 생산되었다.
이들 모두가 미국 BMW Spartanburg 공장에서 생산되었다. 엔진과 트랜스미션 등 일부 주요 부품들은 독일에서 수입되었다.

## 1세대 (1997~2002년)

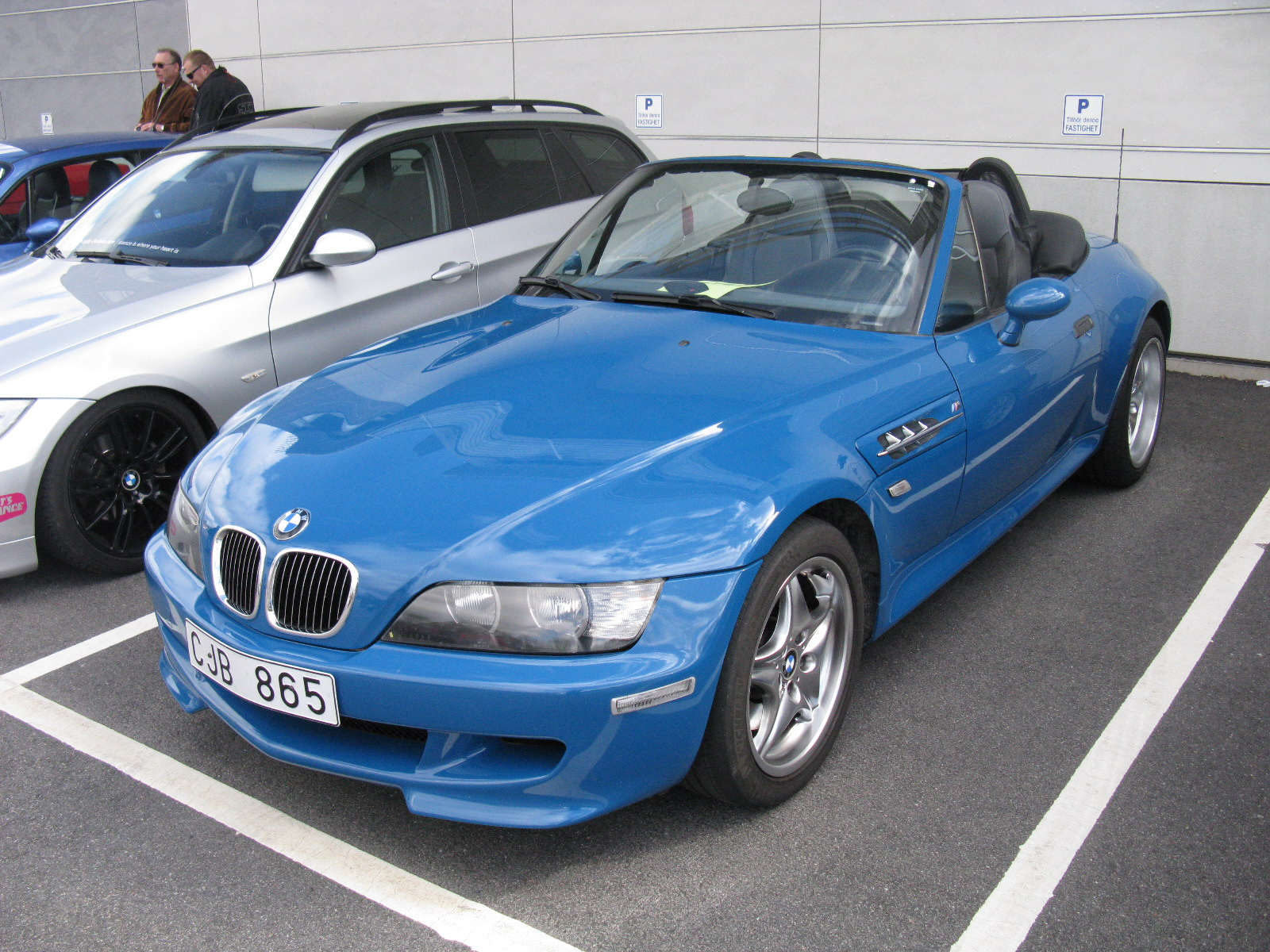
Z3 M 로드스터

- Z3 M 로드스터: 1997년부터 2002년 사이 6년간 15,322대의 M 로드스터가 생산되었다.[1]
- M 쿠페

## 2세대 (2006~2008년)

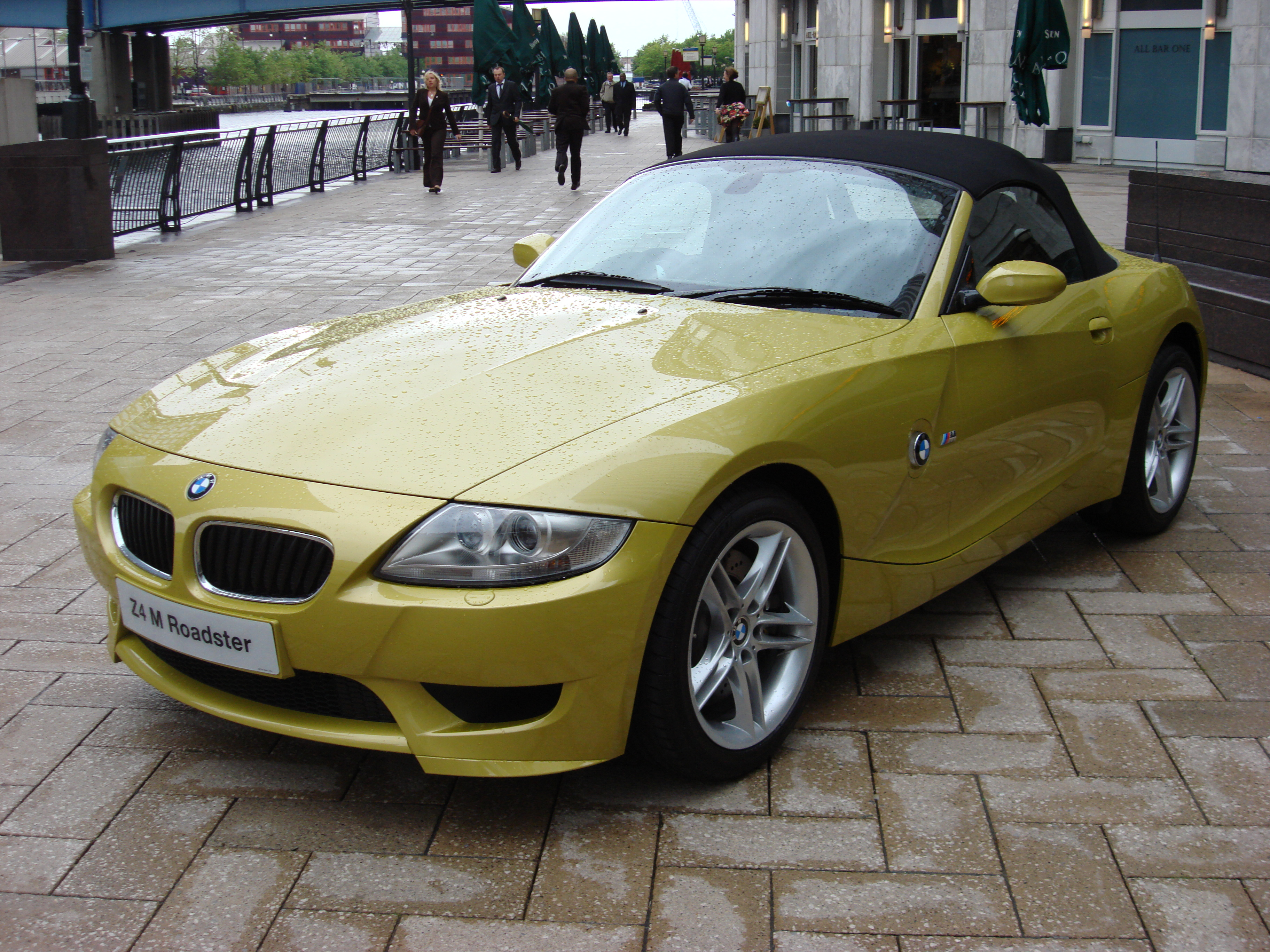
Z4 M 로드스터

- Z4 M 쿠페
- Z4 M 로드스터